# Abrostola abrostolina
Abrostola abrostolina är en fjärilsart som beskrevs av Arthur Gardiner Butler 1879. Abrostola abrostolina ingår i släktet Abrostola och familjen nattflyn. Inga underarter finns listade i Catalogue of Life.